# Caproni Ca.161
Die Caproni Ca.161 war ein italienisches Mehrzweckflugzeug der 1930er-Jahre. Es sollte den von Großbritannien gehaltenen Höhenrekord von 15.229 Metern überbieten. Dieses Vorhaben gelang und der Rekord ist für kolbengetriebene Doppeldecker bis heute gültig.

## Beschreibung
Die Caproni Ca.161 ist ein Doppeldecker in einstieliger Ausführung. Er verfügte über zwei gleich lange Tragflächen, von denen die obere etwas nach vorne versetzt war. Die stoffbespannten Tragflächen besaßen eine Doppelholm-Struktur, der Rumpf bestand aus Stahlrohr mit Stoffbespannung und Blechtafeln. Die Piaggio-Radialmotoren verfügten über einen speziellen Vierblatt-Propeller. Das Flugzeug basierte auf der Caproni Ca.113.
Der Pilot, der einen Druckanzug für die Höhenflüge tragen musste, saß in einem offenen Cockpit. Am 8. Mai 1937 brach Oberstleutnant Mario Pezzi den Höhen-Weltrekord mit einer Höhe von 15.655 m. Im folgenden Jahr, am 22. Oktober 1938, brach Pezzi erneut den Rekord mit einer verbesserten Ca.161bis mit 17.083 m. Diese Leistung bleibt in der Kategorie der kolbengetriebenen Doppeldecker bis heute unübertroffen. Der Höhenrekord in der Kategorie der Wasserflugzeuge wurde am 25. September 1939 von Nicola di Mauro in einer Ca.161 Idro aufgestellt. Er erreichte eine Höhe von 13.542 m.

## Versionen
- Ca.161: Originalversion, angetrieben von einem Piaggio P.XI-RC.-72-Radialmotor, ausgestattet mit einem Kompressor.
- Ca.161bis: modifizierte Version, ausgestattet mit einem Piaggio P.XI-RC.100/2v-Motor.
- Ca.161Idro: Ausführung als Wasserflugzeug.